# 1752 na ciência

## Eventos
- 1 de outubro: Benjamin Franklin voa uma pipa numa tempestade, num experimento provando que relâmpago é electricidade.

## Nascimentos
| Data       | Nome                  | Profissão                 | Nacionalidade | Observações | Ref |
| ---------- | --------------------- | ------------------------- | ------------- | ----------- | --- |
| 7 de julho | Joseph Marie Jacquard | inventor do tear mecânico | França        | m. 1834     |     |

## Mortes
| Data | Nome | Profissão | Nacionalidade | Observações | Ref |
| ---- | ---- | --------- | ------------- | ----------- | --- |

## Prémios
Medalha Copley
- John Pringle[1]